# Tillandsia glossophylla
Tillandsia glossophylla là một loài thực vật có hoa trong họ Bromeliaceae. Loài này được L.B.Sm. miêu tả khoa học đầu tiên năm 1938.